# Monastère d'Iveron de Ienisseïsk
Ne doit pas être confondu avec Monastère d'Iveron.
Le monastère d'Iveron de Ienisseïsk (en russe : Енисе́йский И́верский монасты́рь, Ienisseïski Iversky monastyr) est un monastère orthodoxe russe situé dans la ville sibérienne de Ienisseïsk, dans le kraï de Krasnoïarsk. Fondé en 1623, il est l'un des plus vieux monastère  de Sibérie encore existant. Il est classé aux objets patrimoniaux culturels de Russie, et deux de ses édifices sont des objets fédéraux.

## Situation
Le monastère se situe dans le  centre ville (historique) de Ienisseïsk. Ienisseïsk est une ville russe de Sibérie, située dans le centre-sud du kraï de Krasnoïarsk, sur la rive gauche du grand fleuve Ienisseï. Il se situe au no 100 de la rue Lénine, au niveau de la confluence entre les rivières Lazarevka et Melnitchnaïa.

## Histoire

### Premier et second monastère
Le monastère aurait été fondé en 1623, seulement quatre ans après la fondation de la ville, lorsque Iakov Ignatievich Khripounov (ru) était le voïvode de Ienisseïsk. Il fut fondé par l'abbesse Paraskeva (Plemiannikova) qui venait de Nijni Novgorod. Le monastère s'appelait à ce moment-là le couvent de la Nativité du Christ (Noël), et il était un petit monastère. Il fut construit juste avant l'embouchure des rivières Lazarevka et Melnitchnaïa dans le Ienisseïsk. Jusqu'en 1673, le monastère possédait sa propre église en bois dédiée à la Nativité du Christ ainsi que des bâtiments annexes dont sa propre palissade et des bâtiments pour loger les moines.
En 1673, le monastère est touché par un incendie, qui brûle l'ensemble de l'église avec les icônes et ustensiles, mais aussi les palissades et bâtiments annexes. L'année suivante, une nouvelle église en bois fut construite sur le lieu de l'ancienne, dédiée celle fois-ci à l'icône de Notre-Dame de Vladimir.
La fin du XVIIe siècle était un moment où la ville de Ienisseïsk était remplie d'exilés, condamnés à l'exil en Sibérie. C'est dans le monastère que fut détenue Prascovia Saltykova, la future épouse du tsar Ivan V.
Au XVIIIe siècle, la ville de Ienisseïsk vivait son apogée, avec de riches marchands qui vivaient dans la localité. Ces riches marchands persuadèrent la noble et riche abbesse Anfisa (Protasova), qui était fille d'un colonel, de construit une église en pierre au lieu de celle en bois dans le monastère. Pour la construction d'une église en bois, les marchands de Ienisseïsk Mikhaïl Ivanovitch Veretnov, Ivan Fedorovich Skorniakov et Piotr Borissovich Chtchoukine firent chacun une donation de 1 000 roubles. Le marchand Alexeï Ivanovich Skorniakov donna lui des matériaux de construction. Ainis entre 1755 et 1758, l'église de la Nativité fut construite. En 1812, un hospice pour 8 personnes en pierre fut rajouté.
En janvier 1843, sous l'abbesses Ievguenia, le saint Daniel d'Atchinsk (ru), saint local russe né à Novi Sanjary, s'installa dans le monastère, où il fut enterré après sa mort en avril 1843. Une chapelle fut construite par-dessus la tombe, qui existe toujours. En 1865, une école pour filles du dimanche a été ouverte dans le monastère.

### Troisième monastère

#### Reconstruction et changement de nom
Lors de l'incendie de l'été 1869 à Ienisseïsk, le monastère fut gravement endommagé. L'année suivante, l'évêque de Ienisseïsk et de Krasnoïarsk Piotr Lavrentievitch Popov (ru) abolit le monastère. Mais la même année, le procureur en chef du synode de l'éparchie restaura le monastère. En 1871, une petite église en pierre fut construite en l'honneur de l'icône Iveron de la Mère de Dieu, église sacralisée le 14 octobre 1872. La même année, l'église du monastère est dotée d'un curé.
Par décret du Consistoire spirituel de l'éparchie du 11 octobre 1874 (23 octobre dans le calendrier grégorien) no 3128, avec la bénédiction du Saint-Synode, le monastère de la Nativité du Christ fut rebaptisé monastère d'Iveron.

#### Période soviétique
En 1920, le monastère fut obligé de former une artel de production agricole pour rester ouvert. Mais le 15 mai 1923, le monastère a été fermé, alors que la Russie désormais devenue l'Union soviétique subit des politiques anti-religieuses. Dès le lendemain de la fermeture, le 16 mai, le bâtiment de l'église est devenu un lieu de détention de mineurs délinquants. À partir de 1936, ce même bâtiement est devenu un club du lycée professionnel de lenisseïsk, puis du Collège pédagogique de lenisseïsk, avec un gymnase au premier étage et une bibliothèque au deuxième. Pendant cette époque, le cimetière a été détruit.
Dans les années 1980 et au début des années 1990, l'église du monastère abritait une théâtre dramatique folklorique.

#### Depuis la fin de l'URSS
En 1993, le bâtiment à deux étages du monastère, où il y avait au XVIIe siècle les cellules, fut restitué à l'éparchie de Ienisseïsk et de Krasnoïarsk (ru). Par décision du Saint-Synode de l'Église orthodoxe russe du 28 décembre 1998, le monastère a été rouvert.
Mais à cause des diverses constructions pendant l'époque soviétique, dont des maisons privées et une école (la n°3 de la ville), le monastère ne possède pas un terrain contigu mais des bâtiments séparés. Aujourd'hui, le monastère héberge une abbesse, neuf sœurs, qui cultivent un potager.
En 2000, l'archevêque Antoine a attribué l'église de la Résurrection au monastère. L'église, construite entre 1735 et 1747, puis fermée en 1930, fut partiellement détruite pendant l'époque soviétique. La restauration de l'église a eu lieu en 2002, elle fut à nouveau consacrée, et elle est aujourd'hui en bon état.
En 2007, la mère Olympias a pris ses fonctions d'abbesse du monastère par décret de l'évêque de l'éparchie. Elle est entrée en fonction la semaine de Pâques, et elle avait alors que 32 ans. En 2023, elle était toujours en fonction.

## Bâtiments
Le monastère possède l'église Notre-Dame d'Iveron, construite entre 1871 et 1872, qui est un objet patrimonial culturel d'importance régionale. Il y a aussi les cellules du monastère de la Nativité du Christ, construites elle dans les années 1930. Ces dernières sont depuis le décret du président de la fédération de Russie no 176 du 20 février 1995 un objet patrimonial culturel d'importance fédérale.

### Église de la Résurrection du Christ
L'église de la Résurrection du Christ a été construite entre 1735 et 1747. Elle fut construite dans le style du baroque Sibérien, sur plan octogonal avec une grande nef et un clocher assez grand. Les chapelles de Kazan (1768-1773) et de l'Annonciation (1753) furent ajoutées par la suite à la nef existante. En 1869, l'église fut endommagée par l'incendie que subit la ville, et fut restaurée entre 1870 et 1876. Elle fut fermée au début des années 1930, et un atelier d'usine a été installé dans le bâtiment,.
L'église fut restituée dans les années 1990, et restaurée en 2002. Elle est située eu no 104 de la rue Lénine. Par décret du président de la fédération de Russie no 176 du 20 février 1995, elle est un objet patrimonial culturel d'importance fédérale,.